# Treffelstein
Treffelstein település Németországban, azon belül Bajorországban. Lakosainak száma 987 fő (2023. december 31.). Treffelstein Nemanice és Tiefenbach községekkel határos.

## Népesség
A település népessége az elmúlt években az alábbi módon változott:
| Lakosok száma | 783  | 851  | 785  | 1023 | 984  | 975  | 963  | 952  | 965  | 987  |
|               | 1875 | 1950 | 1975 | 1987 | 2012 | 2014 | 2016 | 2017 | 2021 | 2023 |